# Tsingoni

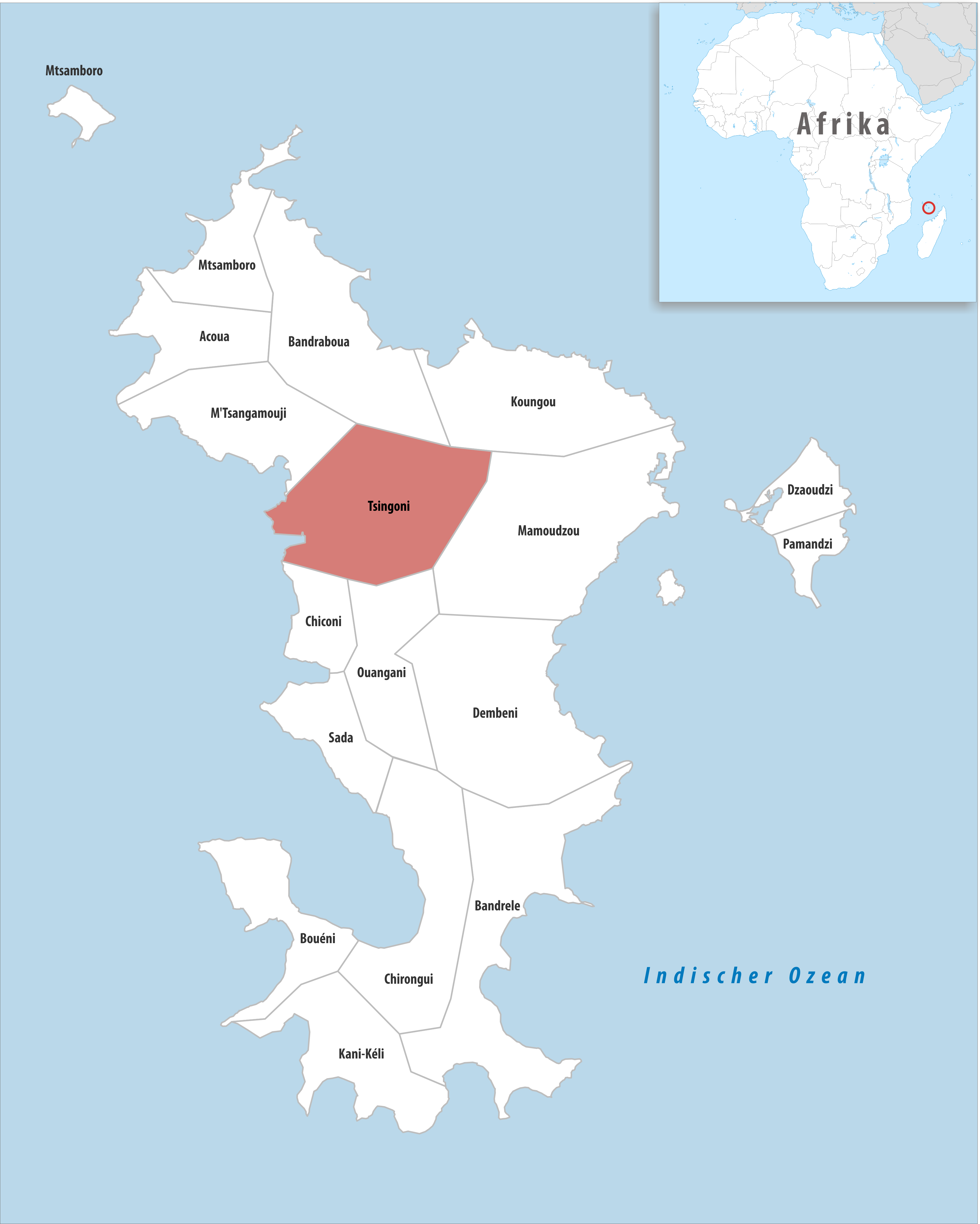
Kommunen Tsingonis läge i Mayotte.

Tsingoni är en kommun i det franska utomeuropeiska departementet Mayotte i Indiska oceanen. År 2017 hade Tsingoni 13 934 invånare.

## Byar
Kommunen Tsingoni delas i följande byar (folkmängd 2007 inom parentes):
- Tsingoni (2 340)
- Mroualé (506)
- Combani (4 219)
- Mirereni (2 135)